# Comitato di Hunyad
Il comitato di Hunyad (in ungherese Hunyad vármegye, in romeno Comitatul Hunedoara, in tedesco Komitat Eisenmarkt, in latino Comitatus Hunyadiensis) è stato un antico comitato del Regno d'Ungheria, situato nell'attuale Romania occidentale, in Transilvania. Capoluogo del comitato era Déva (ora, in romeno, Deva).
Il comitato di Hunyad confinava col Regno di Romania e con gli altri comitati di Krassó-Szörény, Arad, Torda-Aranyos, Alba inferiore e Szeben. Geograficamente era delimitato a sud dalla catena dei Carpazi.

## Storia
Il comitato, attestato fin dal Medioevo, trovò il suo assetto definitivo nel corso della riforma amministrativa della Transilvania del 1876 e rimase ungherese finché il Trattato del Trianon (1920) non lo assegnò alla Romania.
Gran parte del suo territorio si trova nell'attuale distretto di Hunedoara, mentre una striscia ad est fa parte del distretto di Alba.